# Líska turecká v Klášteře Hradišti nad Jizerou
Líska turecká v Klášteře Hradišti nad Jizerou je památný strom. Nachází se v parku poblíž kostela Narození Panny Marie, obklopená je kruhem z betonu o poloměru 11 m. Památným stromem byla vyhlášena 20. října 1981.

## Základní informace
Výška: 17,0 metru
Obvod: 355 cm